# سان فينانت
سان فينانت (بالفرنسية: Saint-Venant)‏ هي بلدية تقع في إقليم باد كاليه من منطقة نور با دو كاليه في شمال فرنسا. تبلغ مساحة هذه المدينة 14.24 (كم²)، وترتفع عن سطح البحر 18 م، يبلغ عدد سكانها 3367 نسمة حسب إحصاء المعهد الوطني للإحصاء والدراسات الاقتصادية سنة 2009 م. وترأس André Flajolet البلدية خلال فترة (2008-2014).